# Euproctis toxopeusi
Euproctis toxopeusi är en fjärilsart som beskrevs av Collenette 1955. Euproctis toxopeusi ingår i släktet Euproctis och familjen tofsspinnare. Inga underarter finns listade i Catalogue of Life.